# Николаєво (Сливенська область)
Никола́єво (болг. Николаево) — село в Сливенській області Болгарії. Входить до складу общини Сливен.

## Населення
За даними перепису населення 2011 року у селі проживали 318 осіб.
Національний склад населення села:
| Національність   | Кількість осіб | Відсоток |
| ---------------- | -------------- | -------- |
| болгари          | 303            | 95,9 %   |
| цигани           | 11             | 3,5 %    |
| інша             | 0              | 0 %      |
| Всього відповіли | 316            |          |

Розподіл населення за віком у 2011 році:
Динаміка населення: